# المجموعة الفردانية J2
المجموعة الفردانية J2 أو J-M172 أو السُّلالة J2، هي مجموعة فردانيَّة بشريَّة ذكوريَّة ومُنحدرة من السُّلالة J. تتواجد السُّلالة J2 في التجمعات السكانية الحديثة في غرب آسيا، وآسيا الوسطى،وجنوب آسيا، وجنوب أوروبا، وشمال غرب إيران وشمال أفريقيا. يُعتقد أن السُّلالة J2 ربما نشأت بين القوقاز والأناضول و/أو غرب إيران.

## الأصول
تم تقدير تاريخ منشأ السُّلالة J2 بين 19 ألف و24 ألف سنة مضت من الآن، وذلك من قبل الباحث باتيني وآخرين. بينما قدرها الباحث سامينو وغيره في عام 2004 بتأريخ أصل المجموعة الفردانية الأم، السُّلالة J، إلى ما بين 18,900 ألف و44,500 ألف سنة مضت. من المحتمل أن رجال J2 قد استقروا في معظم الأناضول وجنوب القوقاز وجبال زاغروس بحلول نهاية العصر الجليدي الأخير قبل 12 ألف سنة.

## التوزع
تم العثور على المجموعة الفردانية J-M172 بشكل رئيسي في الهلال الخصيب، والقوقاز، والأناضول، وإيطاليا، وساحل البحر الأبيض المتوسط، والهضبة الإيرانية.
أعلى تردد تم الإبلاغ عنه للسُّلالة J2 على الإطلاق كان نسبة 87.4%، بين قوميَّة الإنغوش في مالغوبك الرُّوسيَّة.
وبشكل أكثر تحديدًا، توجد في العراق، والكويت، وسوريا، ولبنان، وتركيا، وجورجيا، وأذربيجان، وشمال القوقاز، وأرمينيا، وإيران، وفلسطين، وإسرائيل، وقبرص، واليونان، وألبانيا، وإيطاليا، وإسبانيا، ووجد بشكلٍ أكثر شيوعًا بين العراقيون بنسبة 24%، والشيشانيون 51.0-58.0%، والجورجيون 21-72%، واللبنانيون 30%، وأوسيتيون 24%، البلقار 24%، والسوريون 23%، والأتراك 13-40%، والقبارصة 12.9-37%، والأرمن 21-24%، والشركس 21.8% ، والإيرانيون 10-25%، والألبان 16%، والإيطاليون 9-36%، واليهود السفارديون 15 -29%، المالطيون 21%،والفلسطينيون 17% ، والسعوديون 14%، والأردنيون 14%، والعمانيون 10%-15%، وومسلمون شيعة من شمال الهند بنسبة 18%.

### شمال أفريقيا
تم العثور على السُّلالة J2 بترددات منخفضة في شمال أفريقيا. مع وجود نقطة ساخنة في منطقة سوسة، وذلك لكون معظم عينات سوسة لها نفس الأنماط الفردانية الموجودة في السُّلالة J2 التي تم العثور عليها في مساكن.

### آسيا الوسطى
تم العثور على السُّلالة J2 بترددات معتدلة بين شعوب آسيا الوسطى مثل الأويغور والأوزبك والتركمان والطاجيك والكازاخ والياغنوبيين. ووفقًا للدراسة الجينية التي أجراها الباحث شو وآخرون في شمال غرب الصين عام 2010، لاحظ وجود تردد عالٍ ملحوظ للسُّلالة J2 خاصة في الأويغور بلغت بنسبة 34% والأوزبك 30.4% في سنجان، الصين. فقط الأقليات العرقية الشمالية الغربية البعيدة كانت لديها المجموعة الفردانية J في شينجيانغ، الصين. كان لدى الأوزبك في العينة 30.4% من السُّلالة J2، كما كان لدى الطاجيك في شينجيانغ والأويغور ذلك أيضًا.
في عام 2015، تم العثور على عينتين قديمتين تنتميان إلى السُّلالة J2 في موقعين أثريين مختلفين في ألطاي، شرق روسيا. وتُدعى العينتان كيتمانوفو وساري بيل كورغان. وترتبط كلتا العينتين القديمتين بثقافات العصر الحديدي في ألتاي. يعود تاريخ ساري بيل إلى 50 قبل الميلاد، بينما يعود تاريخ عينة كيتمانوفو إلى ما بين 721-889 م. يشير تحليل الاختلاط الوراثي لهذه العينات أيضًا إلى أن الأفراد كانوا مرتبطين بشكل أوثق بالأوروآسيويين الغربيين مقارنة بألتايين آخرين من نفس الفترة، على الرغم من أنه يبدو أيضًا أنهم مرتبطون بالشعوب التركية الحالية في المنطقة. 

### أوروبا
في أوروبا، ينخفض تواتر السُّلالة J2 كلما تحرك المرء شمالًا بعيدًا عن البحر الأبيض المتوسط. ففي إيطاليا، تم العثور على السُّلالة J2 بترددات إقليمية تتراوح بين 9% و36%. وفي اليونان توجد بنسب إقليمية تتراوح بين 10% و48%. وحوالي 24% من الرجال الأتراك هم من السُّلالة J2 وفقًا لدراسة حديثة (Cinnioglu 2004) مع ترددات إقليمية تتراوح بين 13% و40% (Semino 2000). بالاشتراك مع السلالة J1 ، ينتمي ما يصل إلى نصف السكان الأتراك إلى المجموعة الفردانية J.
لقد تم اقتراح أن السُّلالة J2 كانت مرتبطة بالسكان في جزيرة كريت القديمة من خلال فحص العلاقة بين سكان الأناضول والكريتيين واليونانيين من بضعة مواقع العصر الحجري الحديث المبكرة في جزيرة كريت. ارتبطت السُّلالة J2 باليونان في العصر الحجري الحديث (حوالي 8,5 ألف - 4,3 آلاف سنة قبل الميلاد) وتم الإبلاغ عن العثور عليها في جزيرة كريت الحديثة (3.1%) والبر الرئيسي لليونان (مقدونيا اليونانيَّة 7.0%، وثيساليا 8.8%، وأرغوليس 1.8%) (King 2008).

## أشخاص بارزون

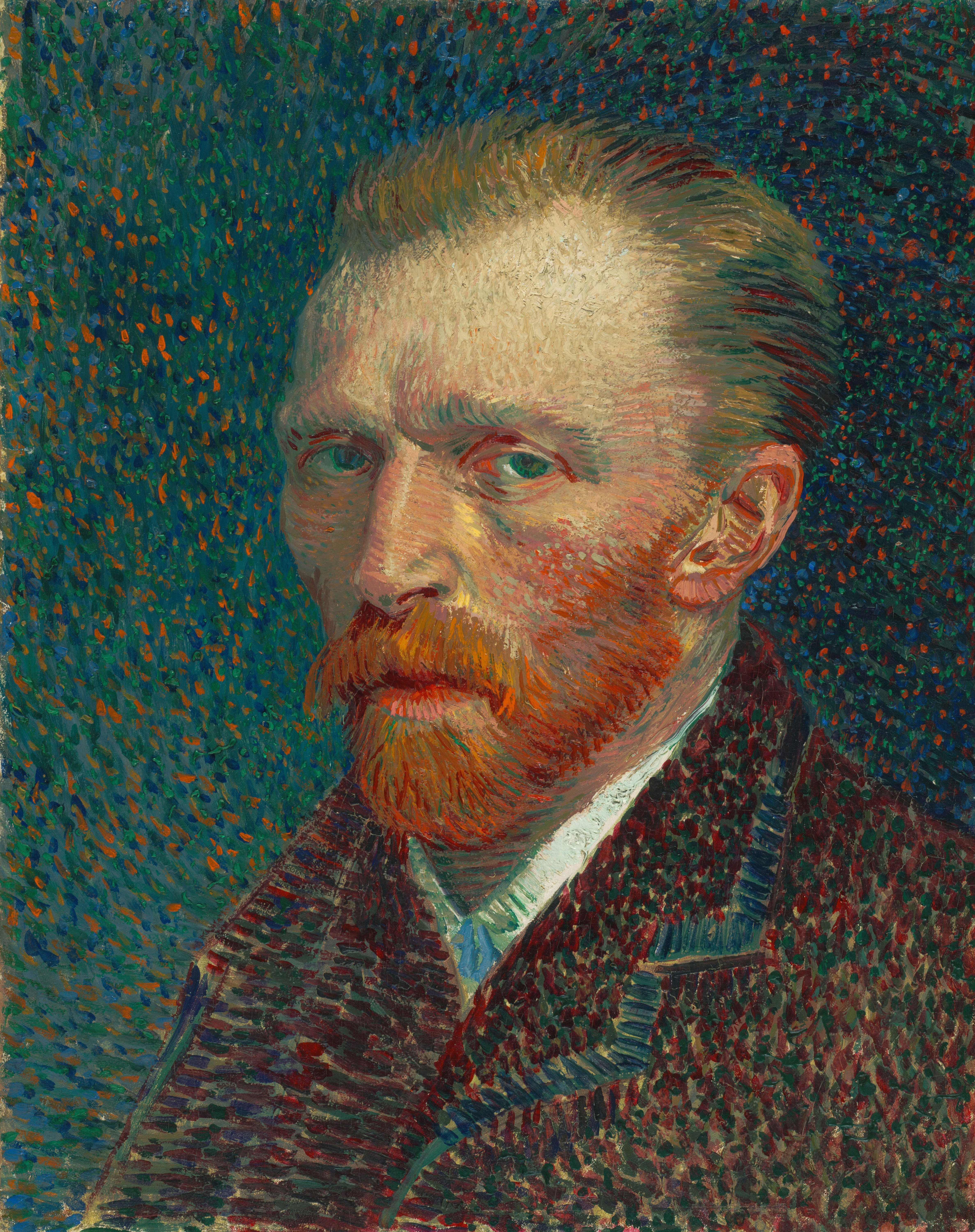
الرسَّام الهولندي الشَّهير، فينسنت فان خوخ، وهو أحد المُنتمين إلى السُّلالة J2

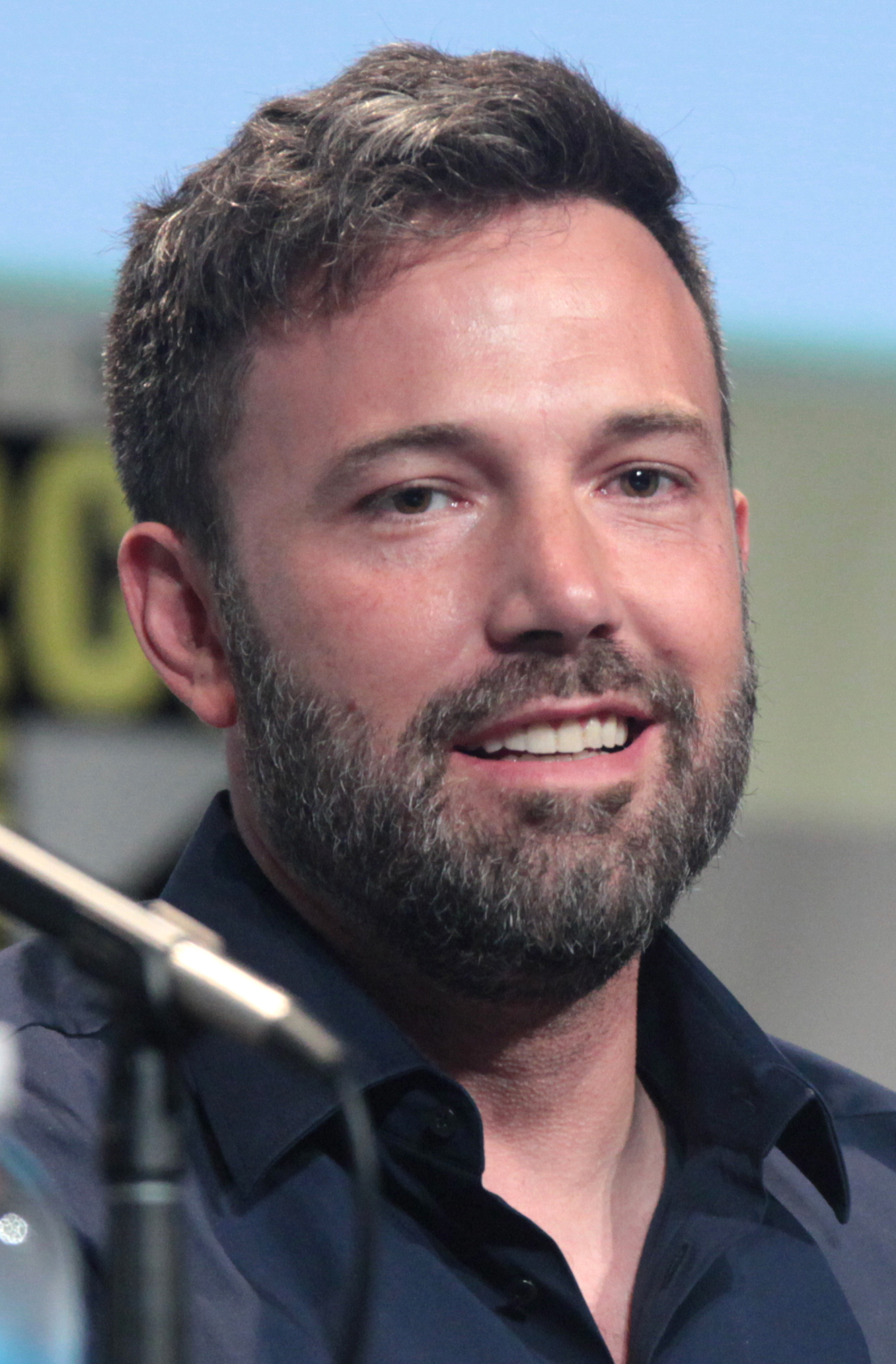
المُمثل الأمريكي الشهير، بن أفليك، أحد المُنتمين إلى السُّلالة J2

ينتمي إلى السُّلالة J2 العديد من الشخصيَّات والأسر البارزة، عُرف منهم:
- آل روتشيلد، من أشهر العائلات اليهوديَّة الألمانيَّة الثريَّة، والتي أسست شركة مصرفيَّة دوليَّة لتمتلك أكبر ثروة في تاريخ العالم الحديث، حيث تنتمي الأسرة إلى السُّلالة J2a1-L210 (فرع من M67) وذلك بناءً على مشروع جيني في شركة فاميلي تري.[14][15]
- فينسنت فان خوخ، رسَّام هولندي شهير، وينتمي إلى السُّلالة J2a1-L26 بناءً على نتائج أحفاد لذريته.[14]
- جون كيرتن، رئيس وزراء أستراليا الرابع عشر من 1941 حتى 1945 م.[14]
- بيرت باكاراك، عازف بيانو ومُلحن أمريكي.[14]
- مايك نيكولز، مخرج أمريكي من أصل روسي يهودي.[14]
- بيرني ساندرز، سياسي ومُرشح سابق لرئاسة الولايات المُتحدة.[14]
- جون ستاموس، مُمثل ومُغنٍ أمريكي من أصل يُوناني.[14]
- آدم ساندلر، مُمثل أمريكي شهير، وينتمي إلى السُّلالة J2a1-Z30390.[14]
- بن أفليك، مُمثل أمريكي شهير، ينتمي إلى السُّلالة J2a1d (M319).[14]

## روابط خارجية
- هجرة الهنود عبر القارات عبر الأجيال: تاريخ حالة لعائلة سالوجا.
- في لبنان، ربما يعمل الحمض النووي على معالجة الصدوع